# Периферийное устройство
Перифери́йное устро́йство (англ. peripheral) — аппаратура, которая позволяет вводить информацию в компьютер или выводить её из него.
Периферийные устройства являются необязательными для работы системы и могут быть отключены от компьютера. Однако большинство компьютеров используются вместе с теми или иными периферийными устройствами.
Периферийные устройства делят на три типа:
- устройства ввода — устройства, использующиеся для ввода информации в компьютер: мышь, трекбол, джойстик, игровые контроллеры, игровой руль, графический планшет, тачпад, сенсорный экран, различные датчики и сенсоры, микрофон, сканер, веб-камера, устройство захвата видео, ТВ-тюнер, клавиатура ;
- устройства вывода — устройства, служащие для вывода информации из компьютера: акустическая система, принтер, монитор, видеопроектор, плоттер, 3D-принтер
- устройства хранения (ввода/вывода) — устройства, служащие для накопления информации, обрабатываемой компьютером: накопитель на жёстких магнитных дисках (НЖМД), твердотельный накопитель, оптические приводы (CD, DVD, Blu-Ray), магнитно-оптические приводы, накопитель на гибких магнитных дисках (НГМД), ленточный накопитель, USB-флеш-накопитель, карты памяти SD, MicroSD, MemoryStick, CompactFlash, MMC

Иногда одно периферийное устройство относится сразу к нескольким типам. Например, устройство ввода-вывода, звуковая карта, сетевая плата, свитч.
Устройства компьютера разделили на три вида:
- внутренние (процессор, ОЗУ);
- внешние (периферийные);
- межпериферийные.

Внутренние устройства реализуют определённую архитектуру, формируют аппаратную платформу компьютера. Внешние устройства не зависят от архитектуры компьютера, расширяют возможности компьютера.

## Примеры
К периферийным устройствам относят вспомогательное оборудование, например, мышь, клавиатуру. Вспомогательное оборудование каким-либо способом подсоединяется (подключается) к компьютеру и работает совместно с ним. Карты (платы) (даже видеокарты) тоже относятся к периферии, подключаются к компьютеру с помощью шин ISA, PCI, PCI-X, PCI Express и других.